# St. Johannes der Täufer (Hörenzhausen)

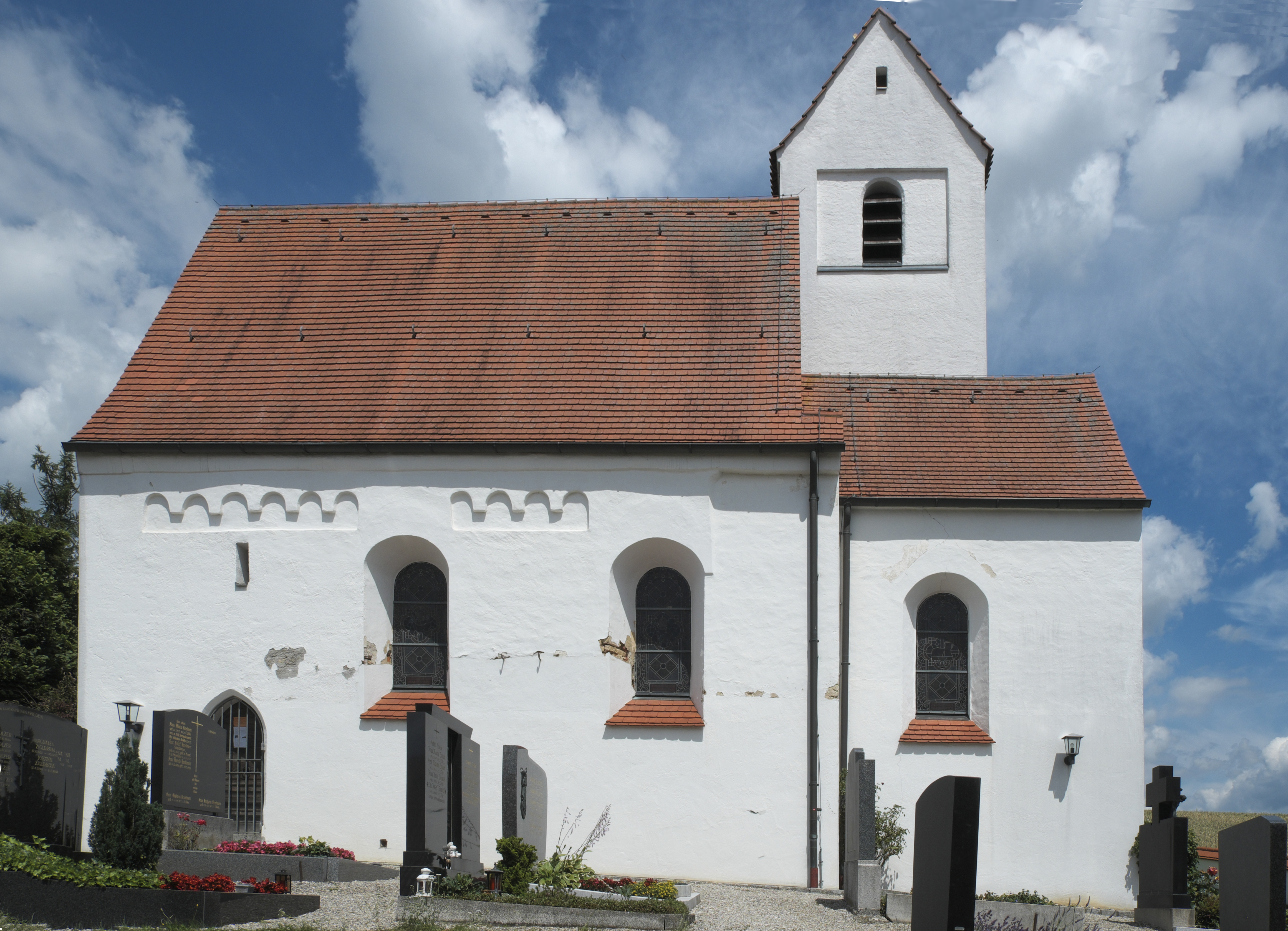
St. Johannes der Täufer in Hörenzhausen

St. Johannes der Täufer ist der Name der römisch-katholischen Filialkirche im Gemeindeteil Hörenzhausen von Fahrenzhausen im oberbayerischen Landkreis Freising. Die Kirche steht unter Denkmalschutz und wird in der Liste der Baudenkmäler in Fahrenzhausen als Baudenkmal unter der Nr. D-1-78-123-11 geführt. Sie gehört zum Dekanat Dachau des Erzbistums München und Freising.

## Beschreibung

### Architektur
Ein Gotteshaus in Hörenzhausen – damals Herentshausen – ist 1315 erstmals urkundlich erwähnt. Seit dieser Zeit ist der Baukörper als romanische Saalkirche bis auf die Fenster nahezu unverändert. Sie wurden in Lage und Größe umgestaltet. Außerdem wurde 1834 die Sakristei mit einem kleinen Anbau nach Osten erweitert. Die Kirche besteht aus dem Langhaus, dem eingezogenen Chor im Osten und dem Chorflankenturm an der Nordwand des Chors, der etwas in das Langhaus eingestellt ist.
In den 1980er-Jahren wurden umfangreiche Sanierungsarbeiten ausgeführt, die sich in ihrer Art jedoch als nachteilig für das Bauwerk erwiesen. Vor allem neuer Zementverputz schränkte die Diffusionsfähigkeit des alten Mauerwerks ein, sodass aufsteigende Feuchtigkeit nicht trocknen konnte und der Putz sich von den Wänden löst. Außerdem wurden alte Malereien sowohl an der Fassade wie auch an den Innenwänden zerstört.
Der Innenraum des Langhauses ist mit einer Flachdecke überspannt, der des Chors mit einem Kreuzrippengewölbe. Die Glasmalereien wurden 1891 von Franz Xaver Zettler gestaltet.

### Ausstattung
Mittelpunkt des 1740 geschaffenen Hochaltars ist eine um 1660 geschnitzte Statue der Gottesmutter Maria als Thronende Madonna. Links auf dem Schoß hält sie das Jesuskind und in der rechten Hand ein Zepter. Ihre Füße ruhen auf einer Großen Mondsichel. Mutter und Kind tragen eine Krone, zusätzlich hat das Kind einen vergoldeten Apfel mit Kreuz als königliche Insigne in der Hand. Im Altarauszug sind Gottvater und der Heilige Geist dargestellt. Gottvater hält in der linken Hand ein Zepter, mit der rechten segnet er die Weltkugel, vor der der Heilige Geist in Gestalt einer Taube schwebt Unter dem Altarauszug ist das Herz Mariens im Strahlenkranz angebracht, dem eine Flamme als Zeichen der Liebe entsteigt. Flankiert wird der Altar von Skulpturen Johannes des Täufers und des Evangelisten Johannes.
Zwei Seitenaltäre waren 1890 in neuromanischem Stil angefertigt, bei einer Renovierung der Kirche in der Zeit um den Zweiten Weltkrieg entfernt und nicht wieder aufgebaut worden. Anstelle eines Retabels steht jeweils eine Figur auf dem Altartisch, links eine Pietà aus der Zeit um 1620 und rechts der heilige Sebastian, eine Statue aus der ersten Hälfte des 18. Jahrhunderts.

### Glocken
Im Turm hängen zwei Glocken. Die älteste ist die 1797 von Nicolaus Regnault aus München gegossene Marienglocke. Sie wiegt 310 kg, ist 60 cm hoch und hat einen Durchmesser von 70 cm. Auf dem Glockenmantel sind in 15 cm großen Bildern die Patrona Bavariae, die schmerzhafte Muttergottes und eine Kreuzigungsgruppe dargestellt. Darunter steht ins Deutsche übersetzt: „Es befreie uns Gottvater, der Sohn und der Heilige Geist von Blitz und Unwetter“. Die Johannesglocke gossen 1922 die Gebrüder Ulrich aus Apolda. Sie wiegt 185 kg, ist 55 cm hoch und hat einen Durchmesser von 67 cm. Auf dem Glockenmantel zeigt ein 15 cm hohes Bild den auferstandenen Christus. Eine Inschrift deutet darauf hin, dass die Glocke eine 1886 gegossene Vorgängerin ersetzt, die im Ersten Weltkrieg zum Einschmelzen für Waffen hatte abgegeben werden müssen.